# Brian Schweitzer
Brian Schweitzer (ur. 4 września 1955 w Havre) – amerykański polityk, członek Partii Demokratycznej. Od 3 stycznia 2005 do 7 stycznia 2013 pełnił urząd gubernatora stanu Montana.
Urodził się jako czwarty z szóstki rodzeństwa. Jego dziadkowie od strony matki przybyli do USA z Irlandii, a przodkowie ojca – po których odziedziczył nazwisko – byli Niemcami osiadłymi w Rosji. Schweitzer uzyskał licencjat z agronomii na Colorado State University, a następnie magisterium z gleboznawstwa na Montana State University. Następnie podjął pracę w branży melioracyjnej i brał udział w projektach realizowanych na całym świecie. Przez kilka lat mieszkał w państwach arabskich, Libii i Arabii Saudyjskiej, skąd wyniósł znajomość języka arabskiego. W 1986 powrócił do rodzinnej Montany, założył własne ranczo, a równocześnie prowadził firmę budującą melioracje. W czasie prezydentury Billa Clintona został urzędnikiem federalnego Departamentu Rolnictwa, odpowiedzialnym za wspieranie farmerów w Montanie. Później trafił do rządowej jednostki zajmującej się problematyką susz i ich wpływu na amerykańskie rolnictwo.
Karierę polityczną rozpoczął w 2000 roku, kiedy to został kandydatem demokratów do Senatu USA. Przegrał z broniącym mandatu republikaninem Conradem Burnsem, uzyskując o cztery punkty procentowe mniej głosów. W 2004 wygrał wybory na gubernatora stanu, tworząc pierwszy w dziejach Montany międzypartyjny tandem z republikaninem Johnem Bohlingerem, który został jego zastępcą. Rozpoczął urzędowanie trzeciego dnia stycznia 2005.
Schweitzer jest mężem Nancy Hupp Schweitzer, z pochodzenia Kanadyjki. Mają troje dzieci. Jeden z ich synów cierpi na autyzm. W 2008 gubernator wywołał kontrowersje, gdy niezwykle ostro zareagował na wypowiedź znanego komentatora radiowego Michaela Savage’a, który oskarżył rodziców autystycznych dzieci o wyolbrzymianie problemów swych dzieci w celu wyłudzenia świadczeń.